# Cratere Mut
Mut  è un cratere sulla superficie di Marte.